# Blade Runner (film)

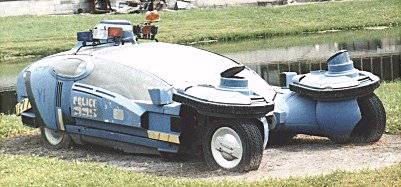
Het transportvoertuig van de politie, een spinner

Blade Runner is een sciencefictionfilm uit 1982, geregisseerd door Ridley Scott. Het verhaal is losjes gebaseerd op het verhaal Do Androids Dream of Electric Sheep? van Philip K. Dick. De film gaat over een dystopische toekomst waarin, niet van mensen te onderscheiden, androïden te werk worden gesteld in ruimtekoloniën. Een aantal van hen is in verzet gekomen en naar de Aarde gevlucht.
De hoofdrol is voor Harrison Ford, met verder belangrijke rollen voor Rutger Hauer, Sean Young en Daryl Hannah. De muziek werd verzorgd door Vangelis. In 2017 verscheen het vervolg Blade Runner 2049 met Ryan Gosling en Sylvia Hoeks en een 35 jaar oudere Harrison Ford.

## Verhaal
De film speelt zich af in een dystopisch Los Angeles in 2019. De wereld is door vervuiling en overbevolking in verval geraakt. De mens is de (nabije) ruimte gaan koloniseren. Om het leven in mensonvriendelijke omgevingen mogelijk te maken en om mijnen op hemelobjecten te ontginnen, zijn androïden ontwikkeld. De Tyrell Corporation heeft onder het motto 'Menselijker dan de mens' de meest geavanceerde androïden geproduceerd. Deze zogenaamde replicanten ('to replicate' is vermeerderen, kopiëren, reproduceren) van de Nexus 6-generatie zijn nauwelijks van mensen te onderscheiden en worden dan ook genetisch geconstrueerd.
Na een grote opstand in een mijn waarbij slachtoffers vielen, is het replicanten verboden om naar de Aarde te reizen. Het is aan een speciale politie-eenheid, Blade Runners, om jacht te maken op replicanten die toch voet op de planeet zetten. Om replicanten te kunnen identificeren is de Voight-Kampff-test (een omgekeerde turingtest) ontwikkeld, waarmee replicanten slechts aan hun gebrek aan emoties en empathie van mensen te onderscheiden zijn. Rick Deckard is zo'n Blade Runner die wordt ingeschakeld om zes replicanten te liquideren. Men noemt dit eufemistisch 'pensioneren'.
De groep van vier rebelse androïden wordt geleid door Roy Batty, die zowel qua fysieke kracht als qua intelligentie superieur is aan de mens. Naar blijkt, ontwikkelen replicanten na enige tijd emoties net als mensen en stellen ze zich uiteraard ook dezelfde vragen: 'Wie ben ik?', 'Waarom ben ik?' en 'Wat wil ik?'. Om dit zelfreflectief functioneren in androïden te voorkomen wordt er door de Tyrell Corporation een veiligheidsmechanisme ingebouwd: een levensduur van vier jaar. Dr. Eldon Tyrell, oprichter en meesterbrein achter de Tyrell Corporation, leidt de organisatie die ook de Nexus 6-generatie van androïden heeft ontwikkeld. Teneinde langer te kunnen leven, gaat replicant Roy Batty naar hem op zoek. Rick Deckard komt tijdens zijn opsporingsactie als Blade Runner in contact met Eldons dochter, Rachael Tyrell. Op verzoek van Eldon Tyrell ondervraagt Deckard haar middels een Voight-Kampff-test en wordt hem duidelijk dat ook zij een androïde is, hoewel ze dat zelf niet lijkt te beseffen. In tegenstelling tot de Nexus 6-generatie heeft Rachael geïmplanteerde jeugdherinneringen meegekregen, die haar beter in staat zouden moeten stellen om eenmaal ontwikkelde emoties te verwerken.
Deckard weet drie replicanten te "pensioneren", maar kan daarbij niet voorkomen dat hun leider Roy Batty zijn "schepper" Dr. Eldon Tyrell vermoordt. De pensionering van Roy Batty mislukt, waardoor Deckard zelf ineens de prooi wordt in een jacht die de almaar zwakker wordende replicant op hem opent. Deckard lijkt in deze jacht het onderspit te gaan delven, maar vlak vóór zijn definitieve einde is gekomen, is het alsof Roy Batty de emoties, die hij tijdens zijn beperkte levensduur van vier jaar heeft ontwikkeld, een plaats kan geven en redt hij Deckard van een wisse dood. Zittend in de regen spreekt hij tot slot zijn legendarische laatste woorden: ...all these moments wil be lost...in time...like tears in rain. Time to die....
In de door Warner Bros. uitgebrachte en van happy end voorziene bioscoopversie uit 1982 bestaat er geen misverstand over het feit dat Rick Deckard zelf een mens is. In de Director's Cut en de Final Cut (de filmversies zoals regisseur Ridley Scott ze oorspronkelijk had willen uitbrengen) eindigt de film zonder happy end, maar lijkt de mogelijkheid opengehouden te worden dat Rick Deckard zelf óók een replicant is. Ridley Scott heeft deze mogelijkheid in verschillende interviews zowel bevestigd als tegengesproken.

## Rolverdeling
| Acteur             | Personage            |
| ------------------ | -------------------- |
| Harrison Ford      | Rick Deckard         |
| Rutger Hauer       | Roy Batty            |
| Sean Young         | Rachael              |
| Edward James Olmos | Gaff                 |
| M. Emmet Walsh     | Bryant               |
| Daryl Hannah       | Pris                 |
| William Sanderson  | J.F. Sebastian       |
| Brion James        | Léon Kowalski        |
| Joe Turkel         | Eldon Tyrell         |
| Joanna Cassidy     | Zhora                |
| James Hong         | Hannibal Chew        |
| Morgan Paull       | Holden               |
| Kevin Thompson     | Bear                 |
| John Edward Allen  | Kaiser               |
| Hy Pyke            | Taffey Lewis         |
| Kimiko Hiroshige   | Cambodiaanse vrouw   |
| Bob Okazaki        | Howie Lee            |
| Carolyn DeMirjian  | Verkoopster          |
| Judith Burnett     | Ming-Fa              |
| Leo Gorcey Jr.     | Louie (de barkeeper) |
| Sharon Hesky       | Barbezoeker          |
| Kelly Hine         | Showgirl             |
| Tom Hutchinson     | Barkeeper            |
| Charles Knapp      | Barkeeper            |
| Rose Mascari       | Barbezoeker          |
| Jiro Okazaki       | Politieman           |
| Steve Pope         | Politieman           |
| Robert Reiter      | Politieman           |
| Alexis Rhee        | Geisha #1            |

## Invloed van de film
De film deed het slechts matig in de Amerikaanse bioscopen, maar was een groot succes in het buitenland. Al snel kreeg de film een cultstatus. De donkere stijl was van grote invloed op videoclips en latere sciencefictionfilms als Batman, The Fifth Element, Ghost in the Shell, The Matrix en Se7en. De film luidde de komst van cyberpunk in de populaire cultuur in. Ook heeft de film kenmerken van de film noir, waaronder een donkere cinematografie, de femme fatale en de dubieuze morele beweegredenen van de held.
De film is ook erg populair bij producers uit de dancescene. Vaak worden samples gebruikt. Dit wordt gedaan door onder andere Jonny L, Pete Namlook & Biosphere, Goldie, Zomby, Theo Parrish, Jeff Mills en E-Z Rollers.

## Tech noir
Film noir is een filmstijl uit de jaren veertig, waarin elementen van andere genres, als de misdaadfilm, de mysteriefilm en de detective zijn verwerkt. In Blade Runner zijn enkele van de karakteristieke elementen van de film noir vermengd met die van de sciencefictionfilm, in een genre dat later bekend zou worden als tech noir. Een meer globale term voor tech noir is de term neo noir. Neo noir beschrijft de trend om elementen van film noir te vermengen met andere filmgenres.
Blade Runner heeft een groot aantal kenmerken van de film noir:
- Een alles overheersend gevoel van angst en onzekerheid in dit bestaan.
- De mannelijke protagonist die verstrikt raakt in een obsessie voor een vrouw.
- Een stijlvolle, arrogante, sterk seksueel onafhankelijke en rokende Femme fatale die mannen in moeilijkheden brengt.
- De verzorgende vrouw als tegenhanger van de femme fatale (soms verenigd in één en hetzelfde vrouwelijke personage).
- De (hardboiled) detective waarbij de detective meestal de verkeerde dame, de femme fatale, ontmoet en deze niet 'krijgt' of 'verovert' omdat ze veelal sterft.
- Een doorwerkte en vervlochten verhaalstructuur met meerdere betekenislagen.
- Een eigen verslag van de protagonist aan de hand van flashbacks of voice-over. (in geval van Blade Runner enkel aanwezig bij de bioscoopversie uit 1982, hoewel origineel niet voorzien).
- het misantropische wereldbeeld: De mens is slecht en de wereld corrupt.
- De lagere sociale klasse ten opzichte van een of meer hogere sociale klassen.
- Het ontbreken van een happy end (in geval van Blade Runner wel bij de versie uit 1982).
- Sterk contrastrijke belichting.
- Een sterk melancholische sfeer doordrongen van noodlottigheid en "onontkoombaarheid".

In de documentaire Dangerous Days vertelt Rutger Hauer dat Ridley Scott voor Blade Runner streefde naar een visuele stijl zoals van de striptekenaar Enki Bilal. De tekst die tijdens de opening van de film de achtergrond van het verhaal geeft, is geschreven in het lettertype Goudy Old Style. Dit lettertype is in 1915 ontworpen. De keuze voor een dergelijk oud lettertype in een sciencefictionfilm draagt bij aan de esthetiek van film noir.

## Filmversies
De film Blade Runner is in een groot aantal verschillende versies uitgebracht:
- Een werkprint, die te zien was in de VS, in Denver/Dallas, als een sneak preview (1982)
- De US San Diego Sneak Preview (juni 1982)
- De US Domestic Cut - VS Theater Release (1982)
- De International Cut - Europese/Aziatische Theater Release (1982)
- De Director's Cut (1992)
- Ridley Scotts Final Cut (2007), ook wel de 25th Anniversary Edition genoemd

De belangrijkste versies zijn de International Cut, de Director's Cut en de Final Cut ook wel de 25th Anniversary Edition
- De International Cut, welke voor de video-editie is gebruikt, bevat onder andere - net zoals de US Domestic Cut - een voice-over door Deckard (Harrison Ford) en de extra eindscène. In deze scène zie je Deckard en Rachael door een idyllisch landschap rijden. Het landschap is afkomstig uit ongebruikte shots van de film The Shining. Wel heeft deze versie in tegenstelling tot de US Domestic Cut de invoeging van enkele gewelddadige verlengingen van bestaande scènes.
- De Director's Cut (DC) is de versie die gebruikt werd voor de eerste dvd-release. Deze versie begon zijn ontstaansgeschiedenis toen de studio op een 70 mm-filmfestival per ongeluk de werkprint vertoonde, in de plaats van de reguliere International Cut, dewelke ze (onterecht) promootten als een Director's Cut (wegens de - voor het Amerikaanse publiek ongeziene - gewelddadige verlengingen van bestaande scènes). Het Amerikaanse publiek kreeg echter een verrassend andere versie van de film te zien: andere begintitels, veel alternatieve shots, andere dialooglijnen, andere (tijdelijke) muziek enz. Vooral het ontbreken van de voice-over (behalve bij Batty's dood) en de afwezigheid van de extra eindscène deden in bepaalde kringen van filmliefhebbers en fans een grote commotie ontstaan en maakte de vertoningen (er werden er nog extra na dit filmfestival ingelast) erg populair. Ridley Scott vond het echter slechts een storm in een glas water. Wel ontstond er een enorm grote interesse naar een 'andere, definitieve versie' van de film. De studio pikte hier graag op in. Omdat Ridley Scott het echter te druk had met het afwerken van de film Thelma and Louise, ontvingen producers specifieke instructies. Deze waren eenvoudig: wég met de voice-over, wég met de eindscène (die hij beide nooit in de film had gewild). Door het ontbreken van de eindscène krijgt deze versie uiteraard een open einde, en rekent deze meer op de invulling van de kijker. Ook werd de beruchte droomscène met de eenhoorn toegevoegd (die hij al van in het begin in de film wou). Echter kon het oorspronkelijk beoogde shot niet meer teruggevonden worden en werd een niet gebruikte take gekozen. Deze droom wordt als het bewijs gezien voor de theorie dat Deckard een replicant is. Door de genoemde wijzigingen lijkt de DC een andere, over het algemeen als diepgaandere beschouwde, verhaallijn te volgen. Wel hebben de gewelddadige verlengingen van bestaande scènes, aanwezig in de International Cut nooit hun weg naar deze Director's Cut gevonden. Ridley Scott bleef ontevreden met deze versie, ook omdat hij er zo indirect bij betrokken was. Een laatste versie was nodig om de overgebleven plooien glad te strijken...
- Final Cut (ook wel de 25th Anniversary Edition) werd op 5 oktober 2007 in de theaters uitgebracht. Dit is de enige versie waarbij Ridley Scott complete artistieke controle had over het eindproduct. Dat had wel wat tijd en moeite nodig: zo werden de eerste concrete stappen gezet in 2000 (voor een release in 2002), rechtenkwesties lieten het project echter stilvallen. Na een lange onderbreking werd rond 2005 het werk hervat. Dat werd echter niet meteen als een nadeel ervaren omdat nu van geavanceerdere digitale restauratietechnieken gebruikgemaakt kon worden.

De wijzigingen die in de Director's Cut werden doorgevoerd, vonden ook hun weg naar deze Final Cut (geen voice-over, de eenhoorn-scène en wél een open einde). Van de eenhoorn-scène werd nu wel het oorspronkelijk beoogde shot ingevoegd. Daarnaast is er een aantal zichtbare fouten verwijderd met behulp van digitale processen. Hierbij kunnen we denken aan het wegwerken van ondersteunende kabels bij de Spinners, het plaatsen van het hoofd van actrice Joanna Cassidy over dat van een stuntvrouw, alsook het wegwerken van een van de meest beruchte 'lip flaps' in de ondervraagscène tussen Deckard en Abdul Hassan, de duif die Roy Batty vrijlaat tegen een passende achtergrond. Ridley Scott kon nu ook de gewelddadige verlengingen van bestaande scènes (zoals die in de International Cut te zien waren) aan zijn 'definitieve versie' toevoegen.
De film werd ook technisch onderhanden genomen. Zo werd het geluid volledig opgepoetst en geremixt. Eveneens het beeld mocht op een bijzondere aandacht rekenen; dit werd namelijk volledig digitaal gerestaureerd. De oorspronkelijke speciale effecten werden echter ongemoeid gelaten en behouden volledig hun oorspronkelijke look. Wel werden achtergronden en beeldelementen met speciale effecten afzonderlijk opnieuw ingescand en digitaal samengevoegd. Dit alles leidt tot een loepzuiver beeld waarbij oorspronkelijke onvolmaaktheden, ontstaan door de verouderde optische processen, volledig weggewerkt werden. Ook werd er gebruikgemaakt van een nieuwe grading waardoor diverse scènes een nieuw kleurenpalet kregen. Verder werd de film fijner afgesteld op het ontbreken van een voice-over: zo werden enkele scènes die op de stem van Deckard 'wachtten' iets ingekort. De film is op zowel dvd, Blu-ray en HD dvd uitgebracht in versies met 2, 4 en 5 schijfjes. Alle versies bevatten de Final Cut met audiocommentaar van Scott en de drie en een half uur durende documentaire Dangerous Days. Deze documentaire is de eerste waar alle acteurs, ook Harrison Ford, aan hebben meegewerkt. De versies met 4 en 5 schijfjes bevatten de alternatieve filmversies en nog meer bonusmateriaal, onder meer in de vorm van 90 minuten nog nooit eerder uitgebracht materiaal en alternatieve takes.

## Nominaties en prijzen
De film werd genomineerd voor twee Oscars, voor artdirection en visuele effecten, onder andere voor de speciale effecten van Douglas Trumbull. Ook won de film drie BAFTA's, voor cinematografie, artdirection en kostuums, en werd hij genomineerd voor een Golden Globe, voor de muziek van Vangelis. In 1992 werd de film opgenomen in het U.S. National Film Registry.

## Verschillen tussen de film en het boek
De film vertoont op een aantal punten belangrijke verschillen met het boek:
- De invloeden van de fall-out als gevolg van de laatste Wereldoorlog op de genetische code van de mens is niet behandeld.
- Het Mercerisme als alom gevolgde religie en het gebruik van apparatuur om emoties, haast in de vorm van medicatie, op te wekken evenmin.
- Slechts in de Director's Cut en Final Cut wordt Deckard geportretteerd als mogelijke androïde, hoewel hij het zich in geen enkele versie afvraagt in tegenstelling tot het boek.
- Eldon Tyrell draagt in het boek de achternaam Rosen.
- Deckard is in de film weduwnaar in plaats van (ongelukkig) getrouwd.
- Het boek verhaalt over J.R. Isidore, een mentaal beperkte man die mede door zijn ontbrekende sociale capaciteiten in contact komt met een van de opgejaagde androïden. In de film is hij min of meer vervangen door J.F. Sebastian. De rollen van de twee verschillen grotendeels, maar beiden gaan ze contact aan met een vrouwelijke replicant van de rebelse groep.

## Vervolg
De film Soldier uit 1998 (met Kurt Russell in de hoofdrol) wordt door sommigen gezien als een onofficieel vervolg op Blade Runner. Het scenario van deze film werd geschreven door David Peoples, een medeauteur van het scenario van Blade Runner en hij noemde Soldier een "sidequel" (film die zich in hetzelfde fictieve universum afspeelt). In Soldier wordt namelijk gerefereerd aan gebeurtenissen die in Blade Runner zijdelings worden genoemd zoals de veronderstelde Battle of Tannhauser Gate, waar Roy Batty in zijn laatste monoloog naar verwijst.
Het officiële vervolg op de film uit 1982 werd aangekondigd op 26 februari 2015. Blade Runner 2049 is geregisseerd door Denis Villeneuve en kwam op 6 oktober 2017 in de zalen. Harrison Ford speelt opnieuw mee, nieuw zijn onder andere Ryan Gosling en Jared Leto. De film kwam uit in 2D, 3D en IMAX 3D.